# 朱印地・黒印地

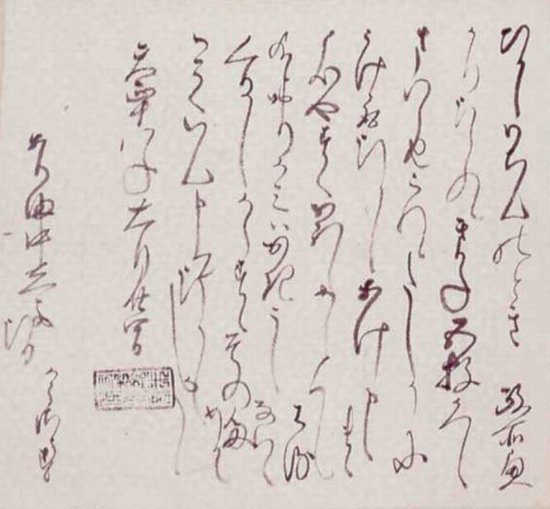
北政所黒印状

朱印地（しゅいんち）および黒印地（こくいんち）とは、江戸時代に幕府・大名より神社・寺院の領地（寺社領）として安堵（領有権の承認・確認）された土地のことである。朱印領・黒印領ともいう。
朱印地は幕府より朱色の印（朱印）が押された朱印状により、黒印地は大名より黒の印（黒印）が押された黒印状により所領の安堵がなされたことに由来する。

## 概要
元々、寺社は寺領・神領などと呼ばれる広大な所領を有していたが、戦国時代に諸大名により所領が次第に侵蝕され、豊臣秀吉の太閤検地でほとんどが所領を失った。
江戸時代に入り、各寺社にかつて領有していた土地の一部が返還され、幕府・大名より朱印状・黒印状によってその所領が安堵された。
朱印地・黒印地は寺社の私有地ではなく公領という扱いであるが、領内の租税は免除されており、収益は全て寺社のものとなった。
しかし、その土地は最も広い高野山や日光東照宮でも1万石程度、最も狭いものではわずか1石で、朱印地・黒印地からの収益だけで寺社の経営が成り立った例はほとんどなく、多くは自ら開墾した土地、あるいは大名などから寄進された米や金銭で経営を維持していた。
明治4年の「上知令」によって、朱印地・黒印地の多くは国有地とされたが、一部の土地（社寺有林、境内地）は自社に残された。